# Kecepit (Punggelan)
Kecepit is een bestuurslaag in het regentschap Banjarnegara van de provincie Midden-Java, Indonesië. Kecepit telt 4987 inwoners (volkstelling 2010).